# WMUR-TV
WMUR-TV는 미국 ABC 소속의 방송국으로, 뉴햄프셔주 지국이자 뉴햄프셔주의 맨체스터 지역 소속의 방송국이다. 최근 미국 대선 후보의 출마 거부 선언을 인터뷰한 곳이기도 하다.

## 연혁
1954년에 WMUR 라디오(현 WGIR)로 개국하였다. 당시에는 영화 등을 방송하였으며, 1957년에 스토어러 방송에서 WMUR-TV를 부여받는다. 1970년대 초반에 FCC 소속이 되었다. 1994년에 폭스 방송으로 넘어갔다가 2002년에 ABC 방송사 계열로 돌아오게 되었다.